# حمام قدیمی اشترینان
حمام قدیمی اشترینان مربوط به دوره قاجار است و در شهرستان بروجرد بخش اشترینان، خیابان دکتر بهشتی، محله گودرزیها واقع شده است. این اثر در تاریخ ۲۳ شهریور ۱۳۸۲ با شمارهٔ ثبت ۹۹۷۴ به‌عنوان یکی از آثار ملی ایران به ثبت رسیده است.